# Helicopis pluto
Helicopis pluto är en fjärilsart som beskrevs av Le Moult 1940. Helicopis pluto ingår i släktet Helicopis och familjen Riodinidae. Inga underarter finns listade i Catalogue of Life.